# Carlo Scarpa

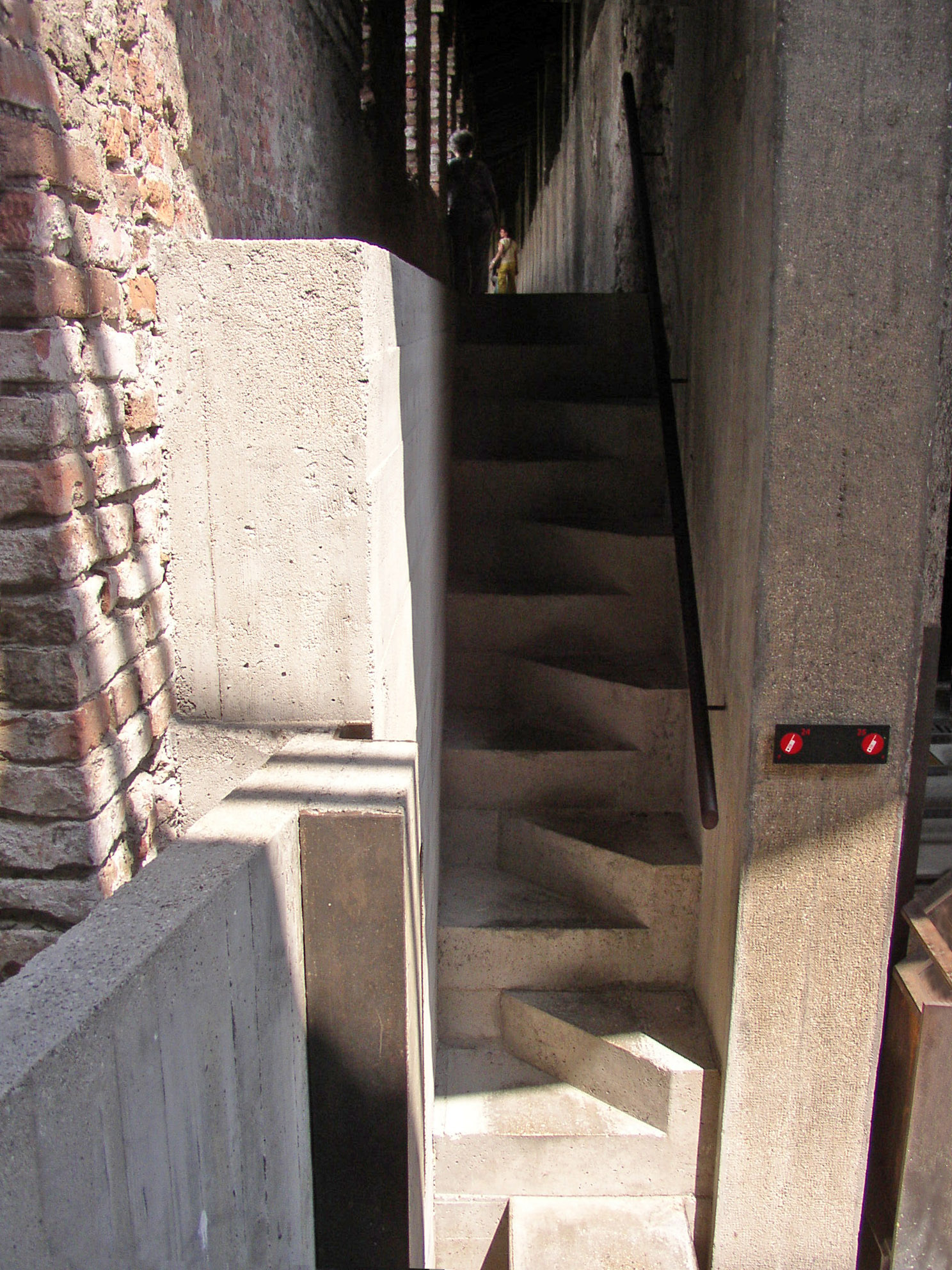
Escales dissenyades per Scarpa a Castelvecchio.

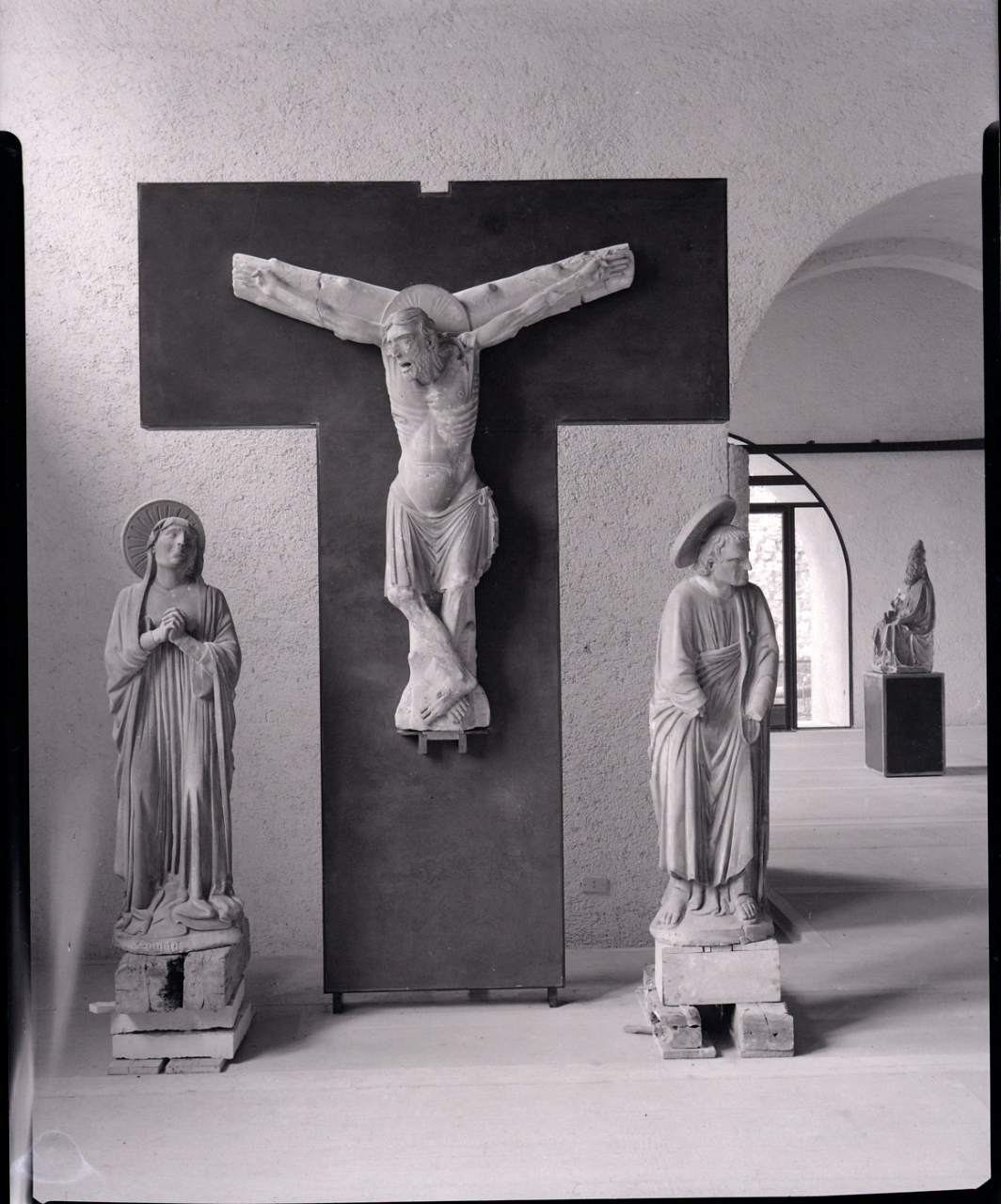
"L'urlo di pietra". Foto de Paolo Monti, 1961 (Fondo Paolo Monti, BEIC).

Carlo Scarpa (2 de juny de 1906, Venècia - 28 de novembre de 1978, Sendai, Japó), va ser un arquitecte i dissenyador italià.
La seva formació té lloc a Venècia el 1926, on es va diplomar en disseny arquitectònic a l'Acadèmia de Belles Arts i va començar la seva activitat docent en la IUAV on continuarà fins a 1977.
El 1927 es va iniciar una col·laboració de Carlo Scarpa amb mestres del vidre de Murano. Va ser dissenyador per a l'empresa Cappellini i C., on va experimentar durant quatre anys, la qualitat i les possibilitats creatives que ofereix el vidre com a material. Aquest serà un important precedent per a la futura col·laboració amb Venini, on entre 1934 i 1947 Scarpa va exercir com a director artístic de la companyia. Per Venini, Scarpa participa en les exposicions internacionals més prestigioses del disseny i de la Triennale de Milà el 1934, donant-li el títol d'honor per a les creacions de vidre.
Des de 1948, amb el muntatge de l'exposició retrospectiva de Paul Klee, comença una activitat llarga i prolífica col·laboració amb la Biennale de Venècia, on experimenta les seves grans qualitats de constructor d'espais per a obres d'art, confirmada per més de 60 museus i d'exposicions que va dissenyar internacionalment en els últims anys.
El 1956 és guardonat amb el premi pels seus projectes per a la marca Olivetti. Una sèrie d'exposicions individuals, li donen una oportunitat de presentar el seu propi treball a Itàlia i a l'estranger. Entre elles cal destacar la del Museu d'Art Modern de Nova York el 1966, a Venècia, el 1968 a Vicenza, Londres i París el 1974 i Madrid el 1978.
A finals dels seixanta creix el seu prestigi internacional. Va realitzar molts viatges a Amèrica del Nord per aprofundir el seu coneixement de les obres dels dissenys de Wright i per al muntatge de nombroses exposicions. Destaquen les de la secció de Poesia al Pavelló Italià de l'Exposició Universal de Mont-real (1967) i l'Exposició de dibuixos d'Erich Mendelsohn a Berkeley i San Francisco el 1969.
Va viatjar per primera vegada al Japó el 1969, país que li va interessar moltíssim i on, en el seu segon viatge el 1978, Scarpa va morir en un accident a Sendai.
Només després de la mort va rebre la concessió d'un títol honoris causa en arquitectura, posant fi a una diatriba interminable sobre la legalitat de la seva obra arquitectònica en l'absència d'un títol adequat.

## Obra
La capacitat de transformar els espais mitjançant la cerca de solucions inèdites en l'elecció de materials, en les relacions cromàtiques, en el savi control de la llum el converteixen en un mestre en l'art de mostrar l'art.
Hi ha tres trets bàsics en l'arquitectura de Carlo Scarpa: 
- El projecte sobre la base de pensament visual, i després en el dibuix.
- L'interès en la preparació d'exposicions i museus.[5]
- La restauració d'edificis existents i realització de nous projectes en contextos antics.[6]

La particular llum de l'arquitectura de Scarpa es converteix en un instrument per comprendre i fer comprende les obres exposades, l'objectiu de l'exploració per Scarpa no és tant l'edifici que conté les obres com les pròpies obres.
Carlo Scarpa tenia la capacitat per desenvolupar projectes i accions en contextos antics, gràcies a la seva habilitat en la lectura del context arquitectònic existent. Aquesta característica va ser vista pels seus contemporanis i pels crítics com un límit. Avui és vista com un punt fort. Treballava com els grans arquitectes del passat: Andrea Palladio, Filippo Brunelleschi, Bramante o Francesco Borromini, entre d'altres.
La seva arquitectura anava contra corrent a la dels seus contemporanis. La major de les contribucions de la seva obra consisteix en la incorporació dels valors de la història de l'arquitectura italiana en les seves obres arquitectòniques contemporànies.
La museografia de Carlo Scarpa s'insereix en el panorama de la segona postguerra, en el context de recostrucció i en les complexes relacions entre antic i nou, entre tradició i modernitat. Mostra d'això és la galeria de les Escultures al Museu di Castelvecchio, on l'equilibri entre arquitectura i museografia crea una seqüència espacial que converteix la visita rica en emocions i estímuls.

### Obres rellevants
Destaquen les seves intervencions a museus, no només arquitectòniques, també museogràfiques. Algunes de les seves intervencions més rellevants són:
- Museo di Castelvecchio de Verona, 1956 1964
- Galleria degli Uffizi e Gabinetto dei disegni e delle stampe Firenze, 1953-196,
- Gallerie dell'Accademia, Venècia,
- Giardino delle sculture, Venècia,
- Gipsoteca Canoviana, Possagno (Treviso), 1955-1957
- Museo Correr, Venècia, 1952-1953, 1957-1969
- Museo delle armi al Castello,Brescia 1971-1978,
- Museo Revoltella,Trieste 1963-1978,
- Fondazione Querini Stampalia,Venècia1963

Entre la resta d'obres destaquen la botiga d'exhibició d'Olivetti a Venècia, el Banc Popular de Verona o la Tomba Brion.

## Arxiu
Els arxius de Carlo Scarpa a la col·lecció d'arquitectura del MAXXI, el Museu d'Art contemporani de Roma, és el més complet i consistent del mestre venecià. Altres seccions del seu fons es conserven al Museu de Castelvecchio, a la Fundació Canova, el Museu Gipsoteca Canoviana i la Fundació Querini Stampalia que recullen els documents relatius a la seva seu.
També hi ha dibuixos, models i prototips present en col·leccions privades. Altres institucions, com el MAK de Viena, també han adquirit arxius.